# حسن شمشیری
حسن شمشیری بازیکن و کاپیتان سابق تیم ملی والیبال مردان ایران است. او در حال حاضر به عنوان مربی ورزش والیبال، بسکتبال، بوکس و کونگ‌فو فعالیت می‌کند. شمشیری یکی از لژیونرهای والیبال ایران به شمار می‌رود و سابقه عضویت در تیم‌های هیئت والیبال نیشابور، تربت حیدریه، راه آهن مشهد، تاج تهران، اچ کی اف سوئد، آی ای گ و فنرباغچه ترکیه را در کارنامه خود دارد. شمشیری در دانشکده عالی ورزش در بوس اون واقع لیدندگو استکهلم تحصیل کرده‌است. او در سال ۲۰۱۱ به عنوان مرد سال سوئد انتخاب شد.
او برادر کوچکتر زنده یاد منوچهر شمشیری قهرمان دومیدانی ایران و آسیا و ارتشهای جهان در دهه ۵۰ شمسی و سرپرست دومیدانی اسبق ایران در دهه هفتاد است که توسط ایشان به والیبال رو آورد 

## فعالیت‌ها و دست‌آوردها و افتخارات
- برنده جایزه بهترین بازیکن جام ظفر ترکیه ۱۹۸۶
- بهترین سرپرست ورزشی استان هالستاهامار در سال ۲۰۰۶
- بهترین سرپرست فرهنگی مرکز مطالعه توسعه سوئد در سال ۲۰۰۷
- جزو پنج سرپرست ورزشی سوئد در سال ۲۰۰۸
- جایزه بهترین سرپرست ورزشی از طرف شهرداری هالستاهامار در سال ۲۰۰۹
- مرد سال شهرستان وستمانلاند در سال ۲۰۱۱
- بهترین سرپرست ورزشی شهرداری هالستاهامار در سال ۲۰۱۲
- برنده پیراهن ستارگان صفحه خورشید استان وستمانلاند از سال‌های ۲۰۰۴ تا ۲۰۰۷ و ۲۰۱۰
- سرپرست رادیو اچ کی اف از سال ۱۹۹۵ تا کنون و سرپرست رادیو سورانارادی و هالستا در سال‌های ۲۰۰۳ و ۲۰۰۶
- سرپرست خانه‌های ایمنی در زمانهای ویژه از سال ۲۰۱۲
- کاندیدای پرشورترین مرد سوئد در سال‌های ۲۰۰۸ و ۲۰۰۹
- مرد سال استان وست مان لند ۲۰۱۱
- سازنده ۵۰ گروه ورزشی، فرهنگی در هالستاهامار در سال ۲۰۱۴
- دعوت شده به صرف شام از طرف شاه و ملکه سوئد در ۳۰ آگوست ۲۰۱۳